# Хардеггер, Андре
	Андре Хардеггер (нем. Andre Hardegger; род. 23 апреля 1916 года в Цюрихе, Швейцария — ум. 25 сентября 2003 года в Цюрихе) — швейцарский шоссейный и трековый велогонщик, выступавший с 1941 по 1945 год. Считался обнадеживающим молодым талантом. Погиб в возрасте 23 лет во время заезда на велотреке Цюрих-Эрликон.

## Достижения
1941
6-й Тур Швейцарии
1942
1-й Тур дю Лак Леман
1943
3-й Тур Северо-Западной Швейцарии